# Sepé Tiaraju
Sepé Tiaraju, mort le 7 février 1756, a été le chef de la résistance guarani contre le Traité de Madrid (1750) qui, six ans plus tôt, avait octroyé la région de la frontière ouest de l'État du Rio Grande do Sul aux Portugais en échange aux Espagnols de Colonia. Le traité avait été signé sans considération des intérêts de peuples indigènes. 

## Biographie
Le traité obligeait les populations des sept réductions jésuitico-guaranies à se déplacer sur la rive droite du rio Uruguay, en territoire espagnol. Contre ces états de fait, Sepé Tiaraju, corrégidor de la Réduction de São Miguel Arcanjo, dirigea la résistance aux côtés de Ñenguiru, corrégidor de la Réduction de Santa Maria.
Les récits de l'époque racontent que Sepé Tiaraju fut tué sur le territoire de l'actuelle municipalité de São Gabriel le 7 février 1756, atteint par une lance portugaise et un tir espagnol. Trois jours après, 1 500 indigènes guaranis sous le commandement de Ñenguiru furent massacrés par les troupes de l'Espagne et du Portugal. Les Jésuites furent définitivement expulsés d'Amérique du Sud en 1768.